# Askidiosperma
Askidiosperma é um género botânico pertencente à família Restionaceae.
A autoridade do género é Steud., tendo sido publicado em Syn. Pl. Glum. 2: 257, 320. 1855.